# Thomas Wilde, 1. Baron Truro

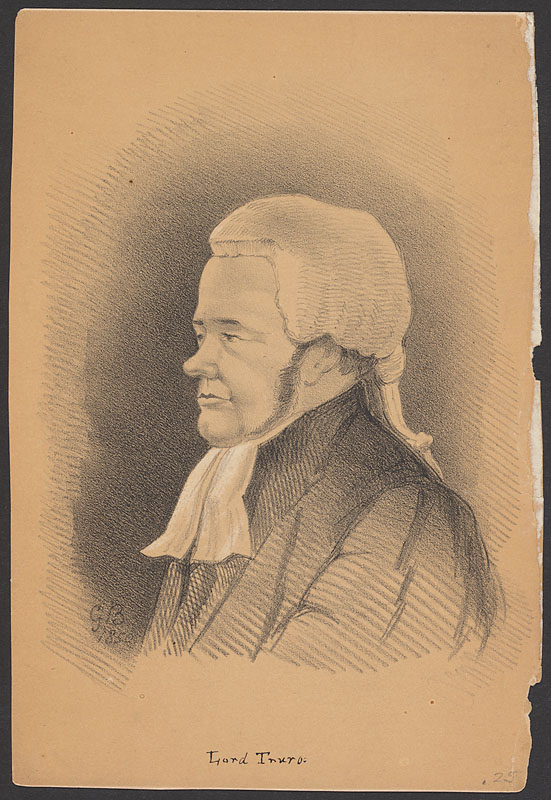
Thomas Wilde, 1. Baron Truro

Thomas Wilde, 1. Baron Truro (* 7. Juli 1782 in London; † 11. November 1855 ebenda) war Lordkanzler von Großbritannien.

## Werdegang
Er war der zweite Sohn des Rechtsanwalts Thomas Wilde (* 1758; † 4. Dezember 1821) und Mary Anne Knight († vor 1816). Er besuchte die Saint Pauls Schule in London und wurde 1805 als Rechtsanwalt („Attorney“) zugelassen. Danach begann er am Inner Temple zu studieren und wurde 1817 als Barrister bei Gericht zugelassen, nachdem er zuvor zwei Jahre als Sonderverteidiger („special pleader“) gearbeitet hatte. 1820 nahm er als Teil des von Henry Brougham geleiteten Verteidigerteams am Scheidungsverfahren von Königin Caroline teil, das der König Georg IV. um jeden Preis durchsetzen wollte. 
Die Kreuzverhöre von Wilde in diesem aufsehenerregenden Verfahren machten ihn weithin bekannt und waren das Sprungbrett für eine erfolgreiche Anwaltskarriere. 1831 bis 1832 und 1835 bis 1841 saß er für Newark im Parlament, 1841 bis 1846 für Worcester. 1839 wurde er zum „Solicitor General“ gewählt, der die Krone und das Kabinett in Rechtsfragen beriet, 1841 wurde er Kronanwalt („Attorney General“) als Nachfolger von Sir John Campbell. 1846 bis 1850 war er Chief Justice of the Common Pleas. 1850 wurde er zum Lordkanzler ernannt und hatte dieses Amt bis zum Fall des Regierung Russell im Jahre 1852 inne. Ebenfalls 1850 wurde er als Baron Truro, of Bowes in the County of Middlesex, zum erblichen Peer erhoben, wodurch er Mitglied des House of Lords wurde.

## Ehen und Nachkommen
In erster Ehe war er seit 1813 mit Mary Wileman verheiratet. Mit ihr hatte er vier Kinder:
- Charles Robert Claude Wilde (1814–1814);
- Hon. Emily Claudine Thomasine Wilde (1815–1901), ⚭ 1837 Charles Norris Wilde (1812–1885);
- Charles Robert Claude Wilde, 2. Baron Truro (1816–1891), ⚭ 1838 Lucy Ray († 1879);
- Hon. Thomas Montague Carrington Wilde (1818–1878), ⚭ 1853 Emily Chapman.

Nach dem Tod seiner ersten Frau im Jahre 1840 heiratete er am 13. August 1845 Auguste Emma d’Este, eine unebenbürtige Tochter des Prinzen Augustus Frederick, Duke of Sussex, der wiederum ein Onkel der Königin Victoria war. Die Ehe blieb kinderlos.